# Krixna
|  | «Krishna» redirigeix aquí. Vegeu-ne altres significats a «Krishna (desambiguació)». |

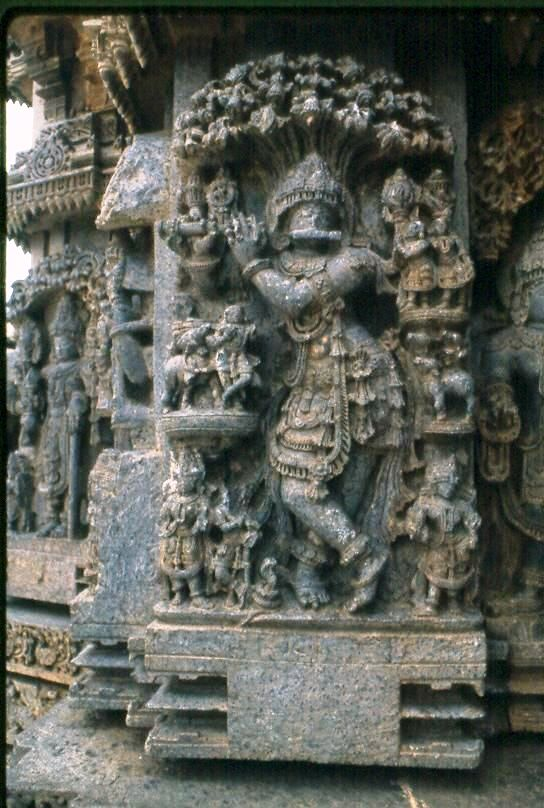
Krishna toca la flauta, coberta per la serp-déu Ananta Shesha. Baix relleu al temple de Somnathpur, a Karnataka (l'Índia).

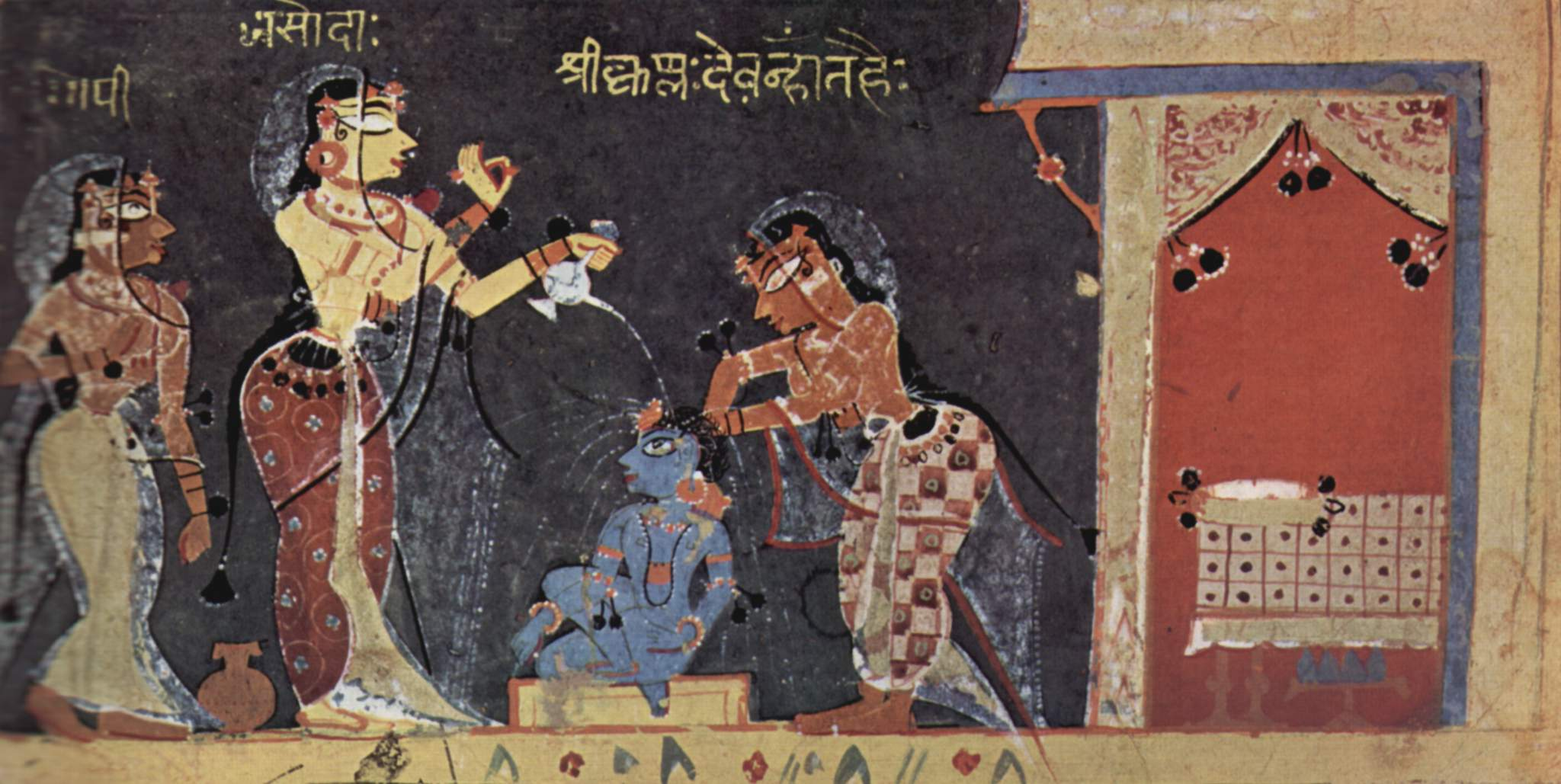
La mare Iashoda banya al nadó Krisna (il·lustració d'un manuscrit del Bhagavat-purana, Bombai, 1500 aprox., 10,4 × 20,5 cm).

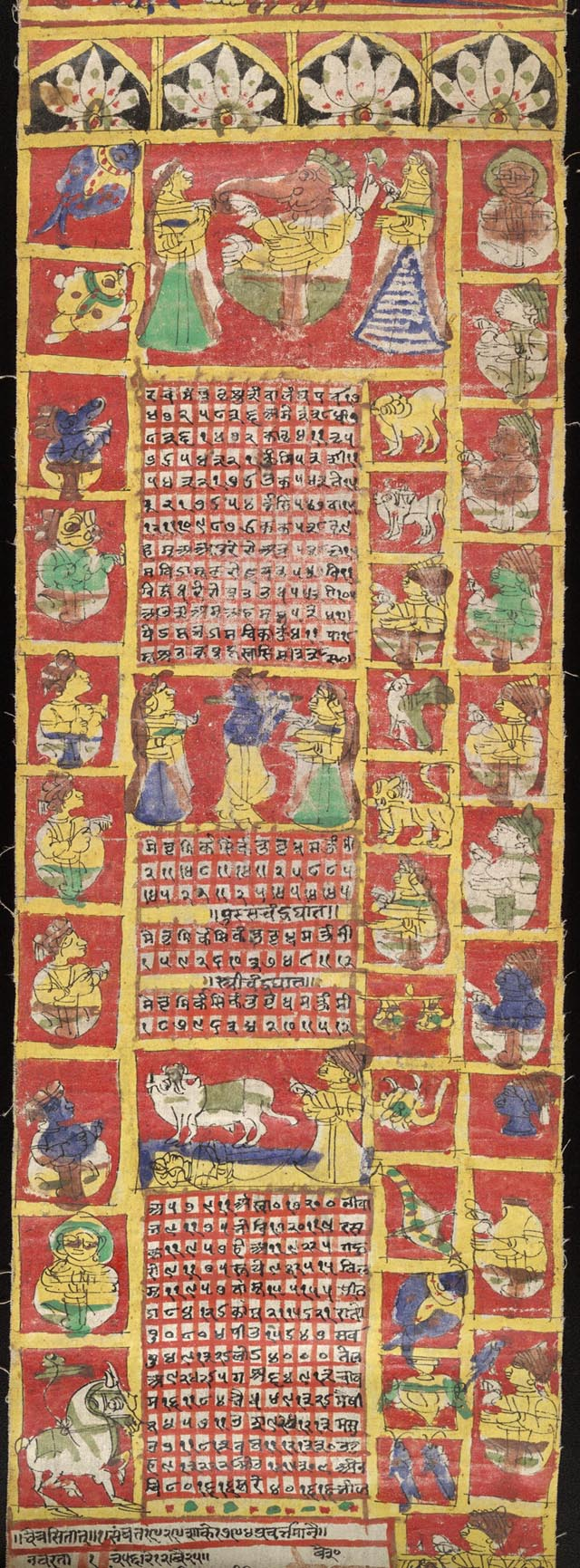
Calendari i almanac corresponent als anys 1871-1872; de Rayastán (l'Índia); la columna esquerra mostra els deu avatars de Visnú, la columna central dreta mostra els dotze signes del zodíac hinduista; el panell de dalt mostra a Ganesha amb dues esposes; el segon panell mostra a Krishna amb dues dones.

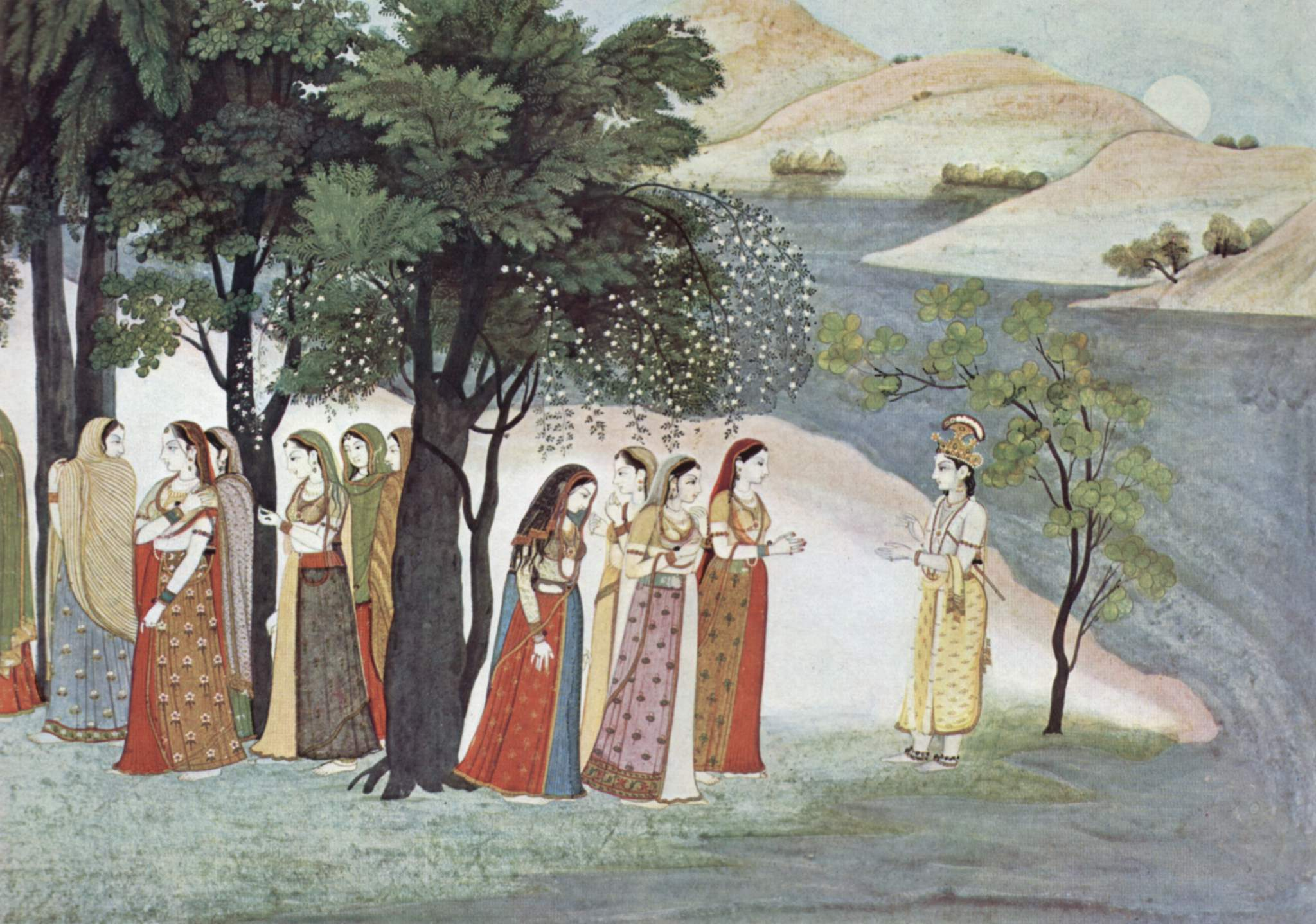
Krishna apareix davant les gopis a la vora del riu Iamuna (il·lustració d'un manuscrit del Bhagavat-purana, Bombai, l'Índia, 1760-1765, 20,5 × 28,6 cm).

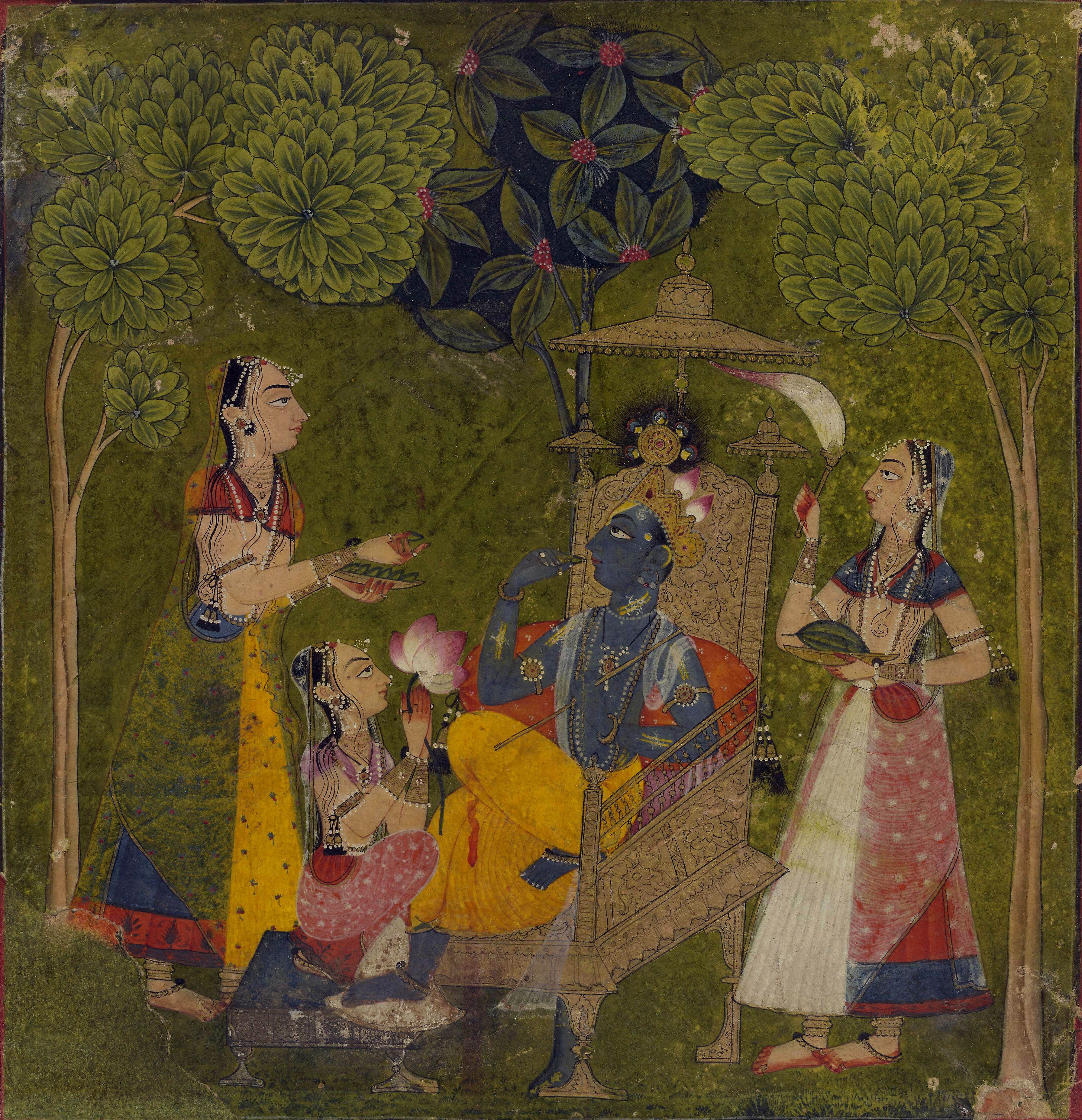
Krishna i les gopis; sèrie ragamala, c. 1710, pintura sobre paper (19 × 18 cm); actualment en el Museu Britànic.

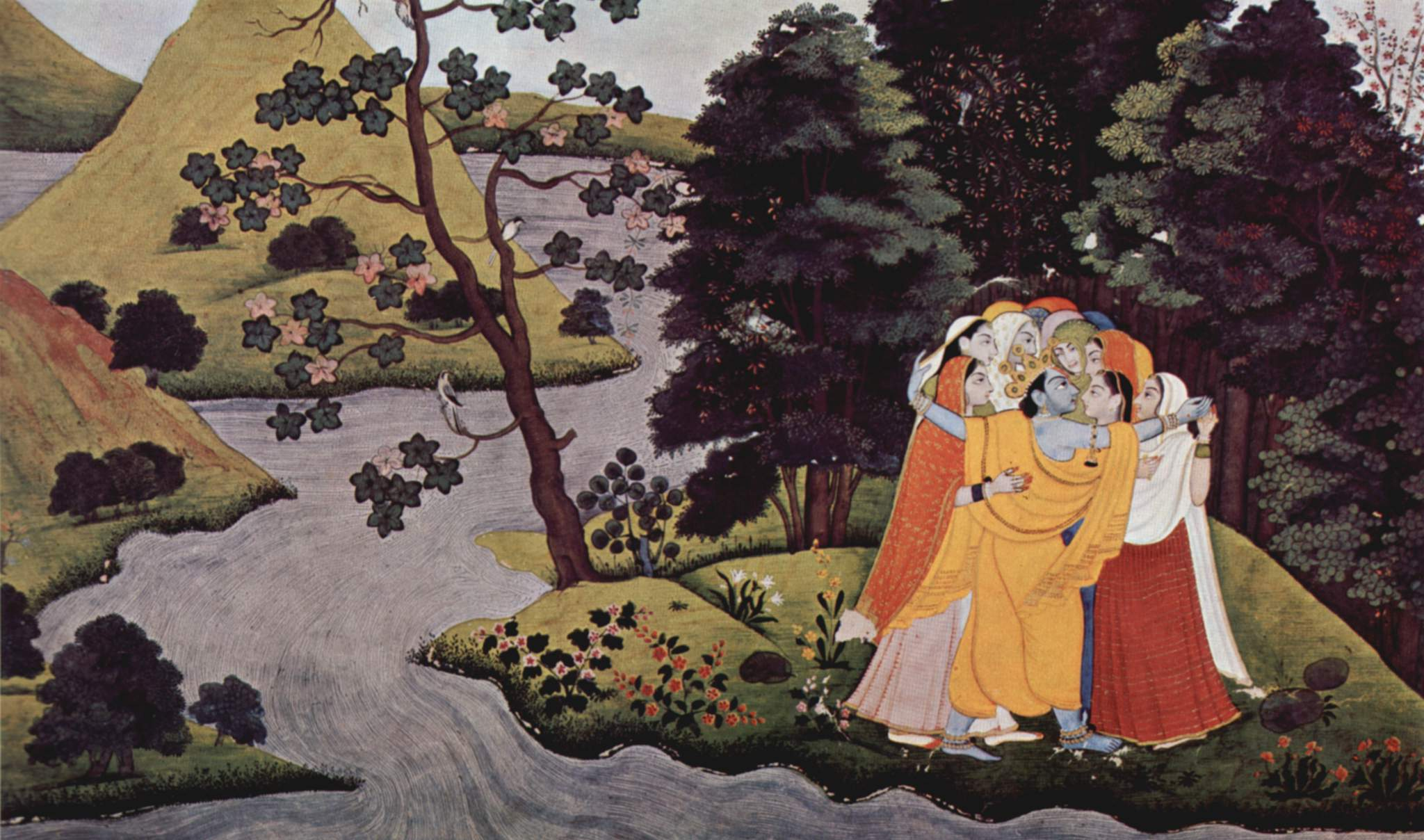
Krishna es troba amb les gopis a la nit (1765); d'un manuscrit del text Guita-govinda, sobre paper (14,9 × 25,1 cm); actualment a Bombai

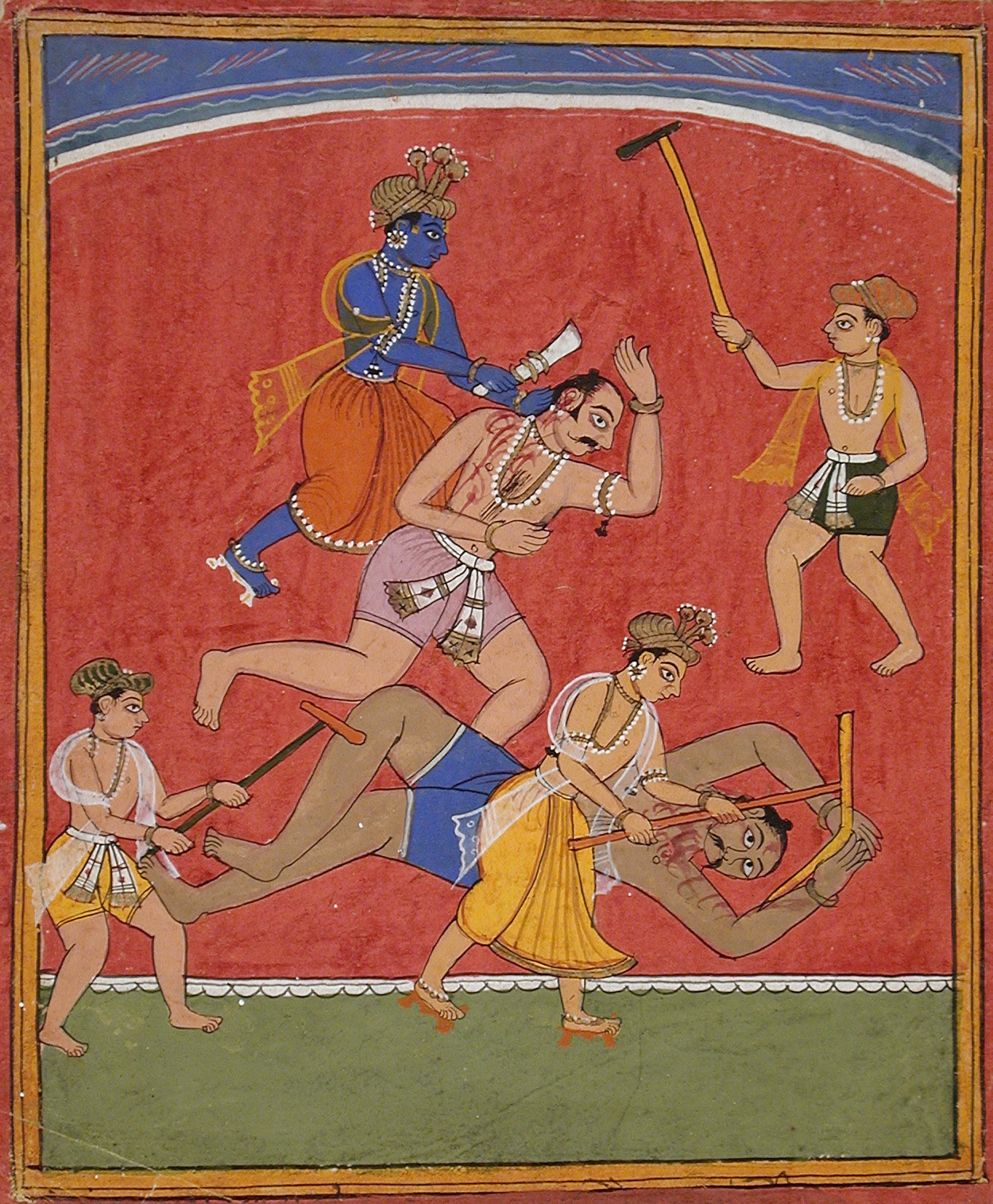
Krishna mata al rei Kamsa mentre el seu germà Balaram mata a un lluitador; pintura, aquarel·la opaca i or sobre paper (23 × 19 cm), c. 1630; provinent de Mewar (Rayastán).

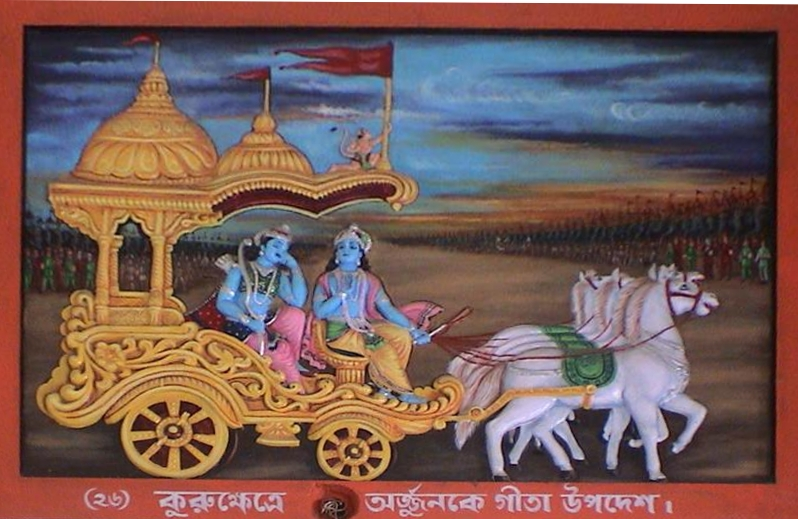
Krisna ―com a auriga― parla del Bhagavad-gītā al seu amic Aryuna.

Krixna (en devanagari कृष्ण, kṛṣṇa, "ombra" en sànscrit) és una divinitat important de l'hinduisme. El terme Krixna, en sentit literal significa "fosc" o "negre", i s'usa per mencionar algú de pell fosca. Sovint és representat amb pell blava més o menys ennegrida. En la major part de les tradicions hindús és ell mateix un déu i al mateix temps la vuitena encarnació (avatar) de Vixnu. Per als membres del corrent Vaixnava chaitanya representa la divinitat suprema i origen de totes les altres, la forma principal de Déu, de qui emanen Vishnú i els altres déus (com Shiva i Brahma). És la divinitat més venerada a l'Índia i es considera com un personatge simbòlic aborigen que adopta molts noms i aspectes, integrat en el panteó dels déus indoeuropeus. Un aspecte important de Krixna és la seva condició de tenir cura de les vaques sagrades. Els múltiples aspectes de Krixna estan narrats en els llibres sagrats Rig Veda, Mahabharata, Bhagavad-gita, Srimad Bhagavatam, Bhaktirasamrita sindhu i Chaitanya charitamrita. La vida de Krixna inclou l'episodi del que va succeir amb els seus ossos una vegada mort, és en aquest darrer aspecte similar al que va passar amb les despulles de l'heroi grec Aquil·les. Alguns especialistes també destaquen paral·lelismes en la vida de Krixna i Jesucrist.
El mateix Krixna declara: «Sempre que la rectitud decau i augmenta la injustícia, jo em manifesto; i per a la protecció dels virtuosos, la destrucció dels viciosos i el restabliment de la rectitud, jo encarno d'era en era» (Bhagavad-gītā, capítol IV, versos 7-8).

## Etimologia de la paraula Krixna
- कृष्ण, en escriptura devanagari de l'idioma sànscrit.
- kṛṣṇa, en el sistema AITS (alfabet internacional de transliteració del sànscrit).
- Pronunciació:
  - /krishná/ en idioma sànscrit clàssic.[3]
  - /kríshna/ en idiomes actuals.

En sànscrit significa ‘negre’ o ‘fosc’. Segons la tradició, aquest era el color de la pell del déu, encara que en les figuracions artístiques la seva pell sol ser de color blau.

### Més dades etimològiques
Segons el sanscritòleg britànic Monier Monier-Williams (1819-1899), el terme sànscrit krixna significa:
- negre, fosc, blau fosc (oposat a shueta, shukla, rójita i aruna).[4]
- un tipus de dimoni o esperit de la foscor.[5]
- krishnati, actuar o comportar-se de manera fosca.[6]
- de caràcter fosc, malvat, maligne.[7]
- nom d'un infern.[8]
- l'era fosca, kali-iuga.
- segons els jains, Krixna és un dels nou vasu deves negres.
- segons els budistes és el cap dels dimonis negres, que són enemics de Buda.[9]
- sequaç del déu Skanda.[10]
- nom d'un socarra (dimoni).[11]
- nom d'un rei dels nagás.[12]
- nom que reben els shudras (‘esclaus', membres de la quarta casta) en el continent Shalmala Duipa, un dels mítics continents concèntrics (duipas) que envoltarien l'Índia.[13]
- les taques negres en la Lluna.[14]
- pupil·la (part fosca de l'ull).[15]
- krishna pakṣa: la meitat fosca del mes lunar, des de la lluna nova a la plena.[16]
- antílop negre[17]
- el cucut indi, o kokila.[18]
- corb (de color negre).[19]
- l'arbust Carissa carandas.[19]
- Agallochum negre.[19]
- pebre negre.[19]
- ferro.[19]
- plom.[19]
- antimoni.[19]
- vidriol blau.[19]
- un dels poetes del Rig-veda (descendent d'Anguiras).[20]
- fill de Devakī i alumne de Ghora Anguirasa.[21]
- nom de l'escriptor Viasa[22]
- nom d'Arjuna (el més canviat de nom dels prínceps pándaves, anomenat així pel color fosc de la seva pell).[23]
- nom d'un fill d'Arjuna.[24]
- nom d'un fill de Sukadeva Gosuami amb la seva esposa Pīvarī, que es convertiria en un mestre de ioga.[25]
- nom d'un cap dels andhras.[13]
- nom d'un alumne de Bharad Vasha.[26]
- nom de l'autor d'un comentari sobre el Mahabhárata.
- nom de l'autor d'un comentari sobre el Daiā bhāga.
- nom del pare de Jira Bhatta (autor del comentari anomenat Charaka bhasia, i de l'obra Sāhitya-sudhā-samudra).
- nom del gramàtic Rama Chandra.
- nom de Hārita (Krisna Jarita).
- nom de Javir Dhana.[27]
- nom d'un fill adoptat de Asamanshas.[28]
- nom del fill de Késava Arka i net de Yaiaditia.
- nom del fill de Varunendra i pare de Lakṣmaṇa.
- nom del pare de Tāna Bhaṭṭa i oncle de Ranga Natha.
- nom del pare de Dámodar i oncle de Malhaṇa.
- nom del pare de Prabhuyika i oncle de Vidia Dhara.
- nom del pare de Madanal.
- nom d'un poeta.[cita [cal citació]

### Oració a Krixna
Segons la cançó tradicional hinduista Sri Krisna astóttara-shata namavali (d'autor anònim), Krixna té 108 noms principals:
1. om sri-krishnaia namah, om!, reverències a Sri Krixna;
2. om kamala-nathaia namah, el senyor de Kamala (la deessa Laksmi);
3. om vasudevaia namah, Vasudeva (fill de Vasudev);
4. om sanatanaia namah, l'etern;
5. om vasudeva-atmayaia namah, el fill de Vasudev;
6. om puniaia namah, El que és summament piadós;
7. om lila-manusa-vigrajaia namah, el que realitza passatemps en forma humana;
8. om srivatsa-kaustubha-dharaia namah, el posseïdor del Shrivatsa (borrissol en el pit) i de Kaustubha (una joia);
9. om iasoda-vatsalaia namah, l'objecte de les afeccions maternals de Yasoda;
10. om jaraie namah, Hari, el que roba;
11. om chatur-bhuyatta-chakrasi-gada-sankhambuyaiudhaia namah, el que en les seves quatre mans porta el disc, la maça, el caragol de mar i la flor;
12. om devaki-nandanaia namah, el benvolgut fill de DevakI;
13. om srisaia namah, el senyor de Sri (Laksmi);
14. om nanda-gopa-priia-atmayaia namah, el benvolgut fill del cuidador de vaques Nanda;
15. om iamuna-horta-samjarine namah, el que controla el fluir del Yamuna;
16. om balabhadra-priianuyaia namah, el benvolgut germà menor de Balabhadra;
17. om putana-yivita-jaraia namah, el que va prendre la vida de Putana;
18. om sakatasura-bhanyanaia namah, el que delme al dimoni (Sakatasura);
19. om nanda-vraya-yananandine namah, el delit de Nanda i d'una altra gent de Vraya;
20. om sac-cid-ananda-vigrahaia namah, el que està ple de coneixement i felicitat;
21. om navanita-viliptangaia namah, al qual els membres del qual van untar amb mantega fresca;
22. om navanita-nataia namah, el que balla per la mantega;
23. om anaghaia namah, sobre el qual res és impur o repulsiu;
24. om navanita-navaharaia namah, aquell el primer menjar del qual va ser mantega fresca;
25. om muchukunda-prasadakaia namah, aquell que dona la seva misericòrdia a Muchukunda;
26. om sodasa-stri-sahasresaia namah, el senyor de les 16 000 dones;
27. om tribhangi-madhurakritaie namah, la dolça forma de l'arbre doblegat;
28. om suka-vag-amrtabdhindave namah, la lluna (produïda i treta) del nèctar de l'oceà de les paraules de Sukadeva Goswami;
29. om govindaia namah, el que complau a les vaques, a la terra i als sentits;
30. om ioginam pataie namah, el senyor dels yoguis;
31. om vatsa-palana-sancharine namah, Aquell que cuida als cérvols;
32. om anantaia namah, l'il·limitat;
33. om dhenukasura-mardanaia namah, el que va derrotar el dimoni ase DhenukAsura;
34. om trni-krta-trnavartaia namah, el que va fer un petit treball amb el remolí Trnavarta;
35. om iamalaryuna-bhayanaia namah, el que va trencar els dos arbres Arjuna;
36. om uttala-tala-bhetre namah, el que va trencar tots els grans arbres Tala (matant a Dhenuka);
37. om tamala-siamalakritaie namah, el que és fosc com un arbre Tamala;
38. om gopa-gopisvaraia namah, el senyor dels gopas i les gopis;
39. om iogine namah, el Yogi;
40. om koti-suria-sama-prabhaia namah, Brillant com a milions de sols;
41. om ilapataie namah, el senyor de Ila, la terra;
42. om parasmai yiotishe namah, la suprema llum;
43. om iadavendraia namah, el rei de la dinastia Yadu;
44. om iadu-dvahaia namah, el prominent líder dels Yadus;
45. om vanamaline namah, el que porta una garlanda de flors del bosc;
46. om pita-vasase namah, el que vesteix peces grogues;
47. om pariyatapaharakaia namah, el que va robar la flor parijata;
48. om govardhana-chaloddhartre namah, el que va sostenir el pujol de Govardhana;
49. om gopalaia namah, el protector de les vaques, Gopala;
50. om sarva-palakaia namah, el protector de tot;
51. om ayaia namah, sense naixement;
52. om niranianaia namah, el senyor sense taca;
53. om kama-ianakaia namah, el que incita el desig de les gopis;
54. om kania-lochanaia namah, el dels ulls de lotus;
55. om madhughne namah, el que va matar al dimoni Madhu;
56. om mathura-nathaia namah, el senyor de Mathura;
57. om dvaraka-naiakaia namah, l'heroi de Dvaraka;
58. om baline namah, el fort;
59. om vrndavananta-sancharine namah, aquell que camina pels suburbis de Vrndavana;
60. om tulasi-dama-bhusanaia namah, el que porta una garlanda de tulasi;
61. om siamantaka-maner hartre namah, el que es va apropiar de la joia Syamantaka;
62. om nara-naraianatmakaia namah, el mateix Nara-Narayana;
63. om kubiakristambara-dharaia namah, el que porta la pasta de sàndal presa de Kubja;
64. om mayine namah, el mag, mestre de Maia;
65. om parama-purusaia namah, l'home suprem;
66. om mustikasura-chanura-malla-iuddha-visaradaia namah, Aquell que amb molt de domini va barallar amb els guerrers Mustika i Chanura;
67. om samsara-vairine namah, l'enemic de l'existència material;
68. om kamsaraie namah, l'enemic de Kamsa;
69. om muraraie namah, l'enemic de Mura;
70. om narakantakaia namah, el que va dispensar al dimoni Naraka;
71. om anadi-brahmacharine namah, l'etern brahmachari;
72. om krsnaviasana-karsakaia namah, Krisna, qui atreu a un lluny de la inclinació al vici;
73. om sisupala-siras-chetre namah, el que va partir el cap de Zizupala;
74. om duriodhana-kulantakaia namah, i això va posar fi a la dinastia de Duryodhana;
75. om vidurakrura-varadaia namah, el que va beneir a Vidura i Akrura;
76. om visvarupa-pradarsakaia namah, el que va mostrar la forma universal;
77. om satia-vace namah, el que parla la veritat;
78. om satia-sankalpaia namah, Aquell la determinació del qual és un fet;
79. om satiabhama-rataia namah, el que està predisposat cap a Satyabhama;
80. om yaiine namah, el conqueridor;
81. om subhadra-purvayaia namah, el que va aparèixer abans de Subhadra;
82. om visnave namah, el senyor Visnu;
83. om bhisma-mukti-pradaiakaia namah, el que li va donar alliberament a Bhisma;
84. om yagad-gurave namah, el preceptor dels mons;
85. om yagannathaia namah, el senyor de l'univers;
86. om venu-res-saradaia namah, Expert tocant la seva flauta;
87. om vrsabhasura-vidhvamsine namah, el que va destruir al dimoni Vrishabha Socarra;
88. om banasura-karantakaia namah, Aquell que va derrotar els braços de Banasura;
89. om iudhisthira-pratisthatre namah, el que va instal·lar al Rei Yudhisthira;
90. om barhi-varhavatamsakaia namah, La corona del qual és decorada amb plomes de paó;
91. om parthasarathaie namah, el auriga de Partha (Arjuna);
92. om aviaktaia namah, el inmanifiesto;
93. om gitamrta-mahodadhaie namah, el gran nèctar de l'oceà del gita;
94. om kaliia-phani-manikia-raniita-sri-padambuyaia namah, aquell els bells peus del qual de lotus van dansar sobre els enjoiats caps de la serp Kaliya;
95. om damodaraia namah, el que és lligat per la cintura;
96. om iagña-bhoktre namah, el disfrutador (de tots) els sacrificis;
97. om danavendra-vinasakaia namah, el destructor dels principals Dánavas (dimonis);
98. om naraianaia namah, Narayana (Visnu);
99. om per a-brahmane namah, el Parabrahman (el déu suprem);
100. om pannagasana-vahanaia namah, Aquell que munta a (Garuda), el devorador de serps;
101. om yala-kridasamasakta-gopi-vastrapaharakaia namah, el que va robar la roba de les gopis, mentre elles jugaven en l'aigua;
102. om punia-slokaia namah, de qui les seves poètiques descripcions són virtuoses;
103. om tirtha-karaia namah, el creador dels llocs sagrats;
104. om veda-vediaia namah, els Vedes, i el que és conegut per ells;
105. om daia-nidhaie namah, dipòsit de compassió;
106. om sarva-bhutatmakaia namah, el propi creador de totes les entitats vivents;
107. om sarva-graha-rupine namah, la forma de la destinació de cadascun;
108. om parat-paraia namah, transcendental fins i tot al transcendental.

### Krixna, ‘el negre’
D'acord amb la majoria dels diccionaris estàndard, la paraula krixna es tradueix com a ‘negre’ en sànscrit. Es relaciona amb paraules similars en altres idiomes indoeuropeus. A vegades es tradueix ‘el de pell fosca’ (o jugant de forma bastant absurda amb significats literaris tolkenians, ‘el senyor fosc’). D'aquí el nom Syāma Súndara (‘negre bell’) o Navina Nirada (‘nou núvol’, núvol molt fosc, carregada de pluja).
Altres fonts proposen que krishna no significa exactament ‘negre’, sinó ‘blau fosc’. Això pot estar connectat amb el fet de la pràctica moderna de representar a les deïtats hinduistes amb pell blava, en realitat no és exactament blau fosc, és del color d'un núvol del monsó carregat de pluja, molt auspiciós a l'Índia, ja que fa que creixin les collites. Així, en les pintures, Krisna apareix sovint de color negre o blau. Per exemple les murtis (‘formes', estàtues) i representacions pictòriques del Senyor Yagannatha (Krisna com a ‘Senyor de l'univers') a Puri. En aquestes representacions, el seu germà i germana apareixen amb un color molt més clar. Les primeres representacions pictòriques generalment el mostren negre.
Les pintures miniatures rajastanis (segle xvi) mostren una figura color marró o negre. Però des del segle xix apareix gairebé sempre amb pell de color blau.

### Altres significats del nom
El nom Krixna també podria significar ‘atractiu’, de karshna (‘llaurar’, atreure la terra).
D'acord amb el Visnú-sajasra-nama (els ‘mil noms de l'Omnipenetrant’), Krixna és el nom número 57 del déu Visnú.
El terme krixna també apareix en el nom del text Krisna-iáyur-veda (‘coneixement negre sobre sacrificis'), que és una de les dues parts en què es coneix el Iáyur-veda, sent l'altra part el Shukla-iáyur-veda (‘coneixement blanc sobre sacrificis').

## La llegenda de Krixna

### Naixement i infància
Krixna pertanyia a la tribu dels iadus, de la dinastia lunar. Quan el savi Narada Muni va avisar el rei Kamsa (‘bronze’) ―tirà del regne de Vrisni amb seu a la ciutat de Mathura― que moriria en mans d'un fill de la seva cosina Devaki amb el seu espòs Vasudeva (un noble de la cort), Kamsa els va fer empresonar. Encara que Devaki i Vasudeva van intentar no tenir fills (per a evitar que aquest morís), van tenir-ne un cada any. Kamsa va anar assassinant tots aquests fills nascuts en captivitat. El setè fill, Balaram, va escapar de la mort en ser transferit des de l'úter de Devaki empresonada al de Rohini (esposa no empresonada de Vasudeva, que havia quedat sota la cura del pastor Nanda i no tenia contacte amb Vasudeva des de feia diversos anys). Com a vuitè fill es va encarnar Visnu, en la forma de Krixna. Actualment ara existeix un temple (Krisna Yanma Bhumi) on els hinduistes creuen que estava la cel·la del rei Kamsa. Per a sostreure'l de la mort, el seu pare el va treure miraculosament de la cel·la i el va portar fins a Vrindavan (a 10 km), on el va reemplaçar subreptíciament durant el somni per una bebè que acabava d'il·luminar l'esposa de Nanda, Yashoda. Va tornar a la cel·la, on la filla de Yashoda ―que en realitat era l'energia material de Krixna, coneguda com Durgá― es va donar a conèixer davant Kamsa i li va advertir que el fill que hauria de matar-lo ja havia nascut i que ell no podria evitar-ho ja que els plans de Visnú mai són frustrats. A la casa on va quedar Krixna, ja hi havia un bebè, que seria el seu germà gran, Balaram. En històries de l'adultesa de Krisna apareix també una germana menor, Subhadra, però no és nomenada en les històries de la joventut de Krishna.
Krixna és anomenat Góvinda (‘el que dona plaer a les vaques', pastor de vaques). en contrast amb el seu germà Balaram, que és agricultor i és anomenat Hala-Iudha (‘que lluita amb l'aixada’).
El rei Kamsa, des de pocs mesos després de néixer Krixna, va començar a enviar monstres a matar al bebè ―una història molt coneguda és la de l'assassinat (en mans de Krixna, de pocs dies de vida) de Putana, que era una geganta enviada pel seu oncle el rei Kamsa per a donar-li mamar amb el seu pit enverinat―, i va continuar intentant-ho fins que Krixna, en complir 16 anys d'edat, va anar a Mathura amb el pretext d'una contesa circense, on va matar tots els gladiadors que el seu tirànic oncle havia posat contra ell i després va matar-lo a cops.
En una ocasió, el nadó Krixna s'estava portant tan malament que la seva mare el va lligar a un morter de fusta pel ventre. El bebè es va deixar lligar per amor a la seva mare adoptiva, però tot gatejant va arrencar d'arrel dos arbres. Per aquest passatge és conegut com Dámodar (lligat amb cordes per la panxa). El significat d'aquesta història és que el Diví només es deixa atrapar per l'amor del devot.
Una de les històries més populars de l'Índia és la del bebè-déu Krishna khir-chor (‘el lladre de mantega’), que li roba (chora) a la seva mare la mantega (khīra) acabada de fer. A l'Índia tothom coneix els contes sobre la seva infància en els boscos de Vrindavan. Un dels més famosos narra com la seva mare adoptiva, pensant que Krixna estava menjant fang, va fer-li obrir la boca i va veure-hi a dins l'univers sencer.

### Radha i Krixna
Krixna va passar la seva infantesa i adolescència a la regió de Vrindavan (a 10 km de Mathura), enmig de pastors i pastores, una de les quals, Radha, va tenir amors amb ell. Krisna és conegut com Gópinath: l'estimat seductor de les gopīs (pastorets de vaques), particularment de Radha. Segons el Guitá govinda i altres nombroses obres, Krisna com a adolescent té enamoriscaments transcendentals amb les gopis, que són les adolescents casades del poble de Vrindavan. Els devots de Krisna creuen que aquests passatemps liles (‘diversions') divins són el tema més profund de la seva teologia. En aquest sentit Krisna seria el contrapès de l'anterior avatar de Visnú, el Senyor Rama, qui estava casat i va ser l'exemple de la fidelitat a les regles religioses i socials. Rama era l'encarnació divina de la veritat i la rectitud, mentre que Krisna és l'encarnació divina del goig i de l'amor.
Krixna és un adolescent púber eternament d'uns 13 anys, i per això focus de devoció (és anomenat «l'amant», «el completament atractiu», «el flautista»). Sovint se'l representa tocant alguna de les seves flautes travesseres, atraient i fascinant les gopis (pastores) púbers de Vrindávan. La flauta representa la crida del Diví a les ànimes, que són personificades per les gopis o pastores. La unió de Krisna i Radha, molt celebrada en temples i festes de tota l'Índia, representa la unió del Diví amb l'ànima. Aquesta imatge, la unió de l'estimat amb l'estimada, es troba en els textos dels místics de diverses tradicions espirituals.

### Krixna el príncep
Krisna es va convertir en el rei dels iadavas (descendents del rei Iadu) a Mathura. En aquest període va fer amistat amb el seu cosí Arjuna i els altres prínceps Pandaves del regne de Kuru, a l'altre costat del riu Iamuna. Es va casar amb Rukmini, filla del rei Bhishmaka de Vidarbha. Diverses dècades més tard, es va emportar als seus súbdits a Dwaraka (a l'actual Gujarat).
Krisna, juntament amb Arjuna, va ser responsable d'incendiar el bosc de Khandava per a alimentar Agni, el déu del foc.

### La batalla de Kurukshetra
En el Mahabhárata, Krisna és cosí dels líders de tots dos grups contendents: els Pandaves i els kurus. Va tenir un paper important en la lluita pel tron de la ciutat de Jastinápur (fundada pel rei Jastin, de la dinastia lunar) quan es va tornar amic i aliat dels pandaves (els cinc fills de Pandu). El seu germà Balaramam, afavoria en canvi als malvats kurus. Quan el kuru Dushasana va tractar de despullar Draupadi (l'esposa dels cinc Pándavas) davant la cort, Krisna la va protegir proveint-la d'infinita tela per al vestit sari que l'embolicava. Finalment Krisna es va posar en el bàndol dels pandaves (lluitava el seu millor amic, Arjuna). Malgrat ser Déu, va accedir a ser l'auriga de la quadriga d'Arjuna en la batalla. Per això se'l coneix com Partha Sárathi (‘auriga del fill de Prithu’).
Al principi de la batalla, el seu cosí Arjuna no volia lluitar contra els seus familiars, però Krixna li va recitar el Bhagavad-gītā (una secció del Mahabhárata).

### Datació de la batalla
El Matsia-purana indica que Krixna tenia 89 anys quan es va produir la batalla de Kurukshetra.
Segons el tractat d'astronomia Ària-bhattíia, del matemàtic Ària Bhatta (476-550), l'era duápara iuga va acabar i kali iuga va començar el 18 de febrer del 3102 a. C. a les 14 h 27 min 30 s.
Tanmateix, no està decidit si kali iuga va començar:
- el dia en què Duriodana va ser tirat a terra pel seu cosí Bhima (germà d'Arjuna), durant la batalla de Kurukshetra[32] Segons aquesta tradició (la més coneguda), l'any 2000 hauria estat l'any 5101 de l'era kali iugá (la qual ―a diferència de l'era cristiana― comença amb un any 0).
- el dia de la mort de Krixna, 36 anys després.[33]

### Els últims dies
Krixna va regnar als iadus a Dwáraka amb les seves 16.108 esposes (entre elles Rukmini i SatiáBhama). D'aquestes 16.108 esposes, vuit eren les seves esposes com a príncep, i 16.100 van ser rescatades del dimoni Narakasura, que les havia retingut per força al seu palau. Després de matar Narakasura, va alliberar aquestes 16.100 dones, però totes elles van tornar amb Krixna dient que, en haver estat retingudes per Narakasura, ni la seva família les acceptaria ni ningú voldria casar-s'hi, i quedarien així abandonades. Krixna es va casar amb elles i les va acollir en el seu nou palau, oferint-los un lloc respectable en la societat.
Va tenir milers de fills, entre ells Pradiumna (qui al seu torn va tenir com a fill principal Aniruddha).El Visnú-purana esmenta que Krixna va abandonar Duarka 36 anys després de la guerra del Mahabhárata.

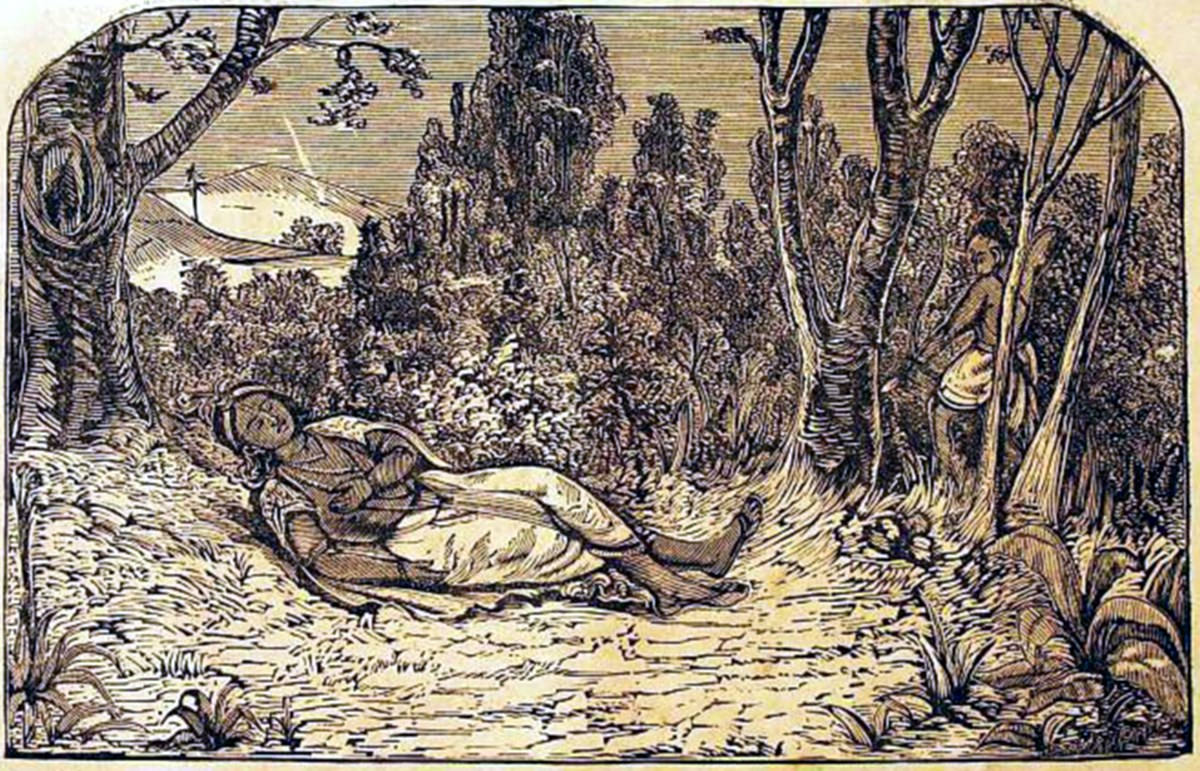
El caçador Yará apunta al peu de Krixna al confondre'l amb un cérvol groc. Il·lustració de l'edició Bardhamán (Bengala) del Mahabhárata, imprès en xilografia.

Al final, tota la família dels iadus es van matar entre ells, per efecte d'una maledicció, i Krixna va ser mort accidentalment per un caçador (que el va confondre amb un cérvol) a la vora del riu Hiran a Prabhas Trompellot, a l'edat de 125 anys, 7 mesos i 6 dies. Abans de deixar el cos, Krixna va tranquil·litzar i va beneir al caçador pel seu acte, i va atribuir el seu sofriment a karmes generats en la seva manifestació prèvia com l'avatar Rama.

## Datació del culte a Krisna
En el Rig-veda (el text més antic de l'Índia, de mitjan II mil·lenni a. C.), encara no existia aquest déu pastor, ni els seus succedanis com Vasudeva. En aquests llibres, Vixnu ―que és el déu més relacionat amb Krisna― és un personatge molt secundari.
El primer esment a Krixna es troba en el Mahabhárata (text épicorreligiós del segle iii aC) ―que conté el famós Bhagavad-guita, que són els ensenyaments de Krixna al seu amic, el guerrer Arjuna―. Després apareix en textos posteriors com el Jari-vamsa (‘el llinatge de Jari [Krisna]’) i el Visnu-purana.
Els autors del Mahabhárata suggereixen que Krixna va viure en una època que sembla posterior al període vèdic (el Rig-veda és el primer text de la literatura índia, de mitjan II mil·lenni a. C.). Els regnes que en el Mahabhárata són protagonistes ―com els kurus o els iadus― havien estat regnes secundaris en el Rig-veda. Krisna parla en una mena de sànscrit clàssic (que va existir a l'Índia des del VII a. C.).
Existeix la hipòtesi que un nombre de tradicions i deïtats regionals poden haver-se fusionat en les històries d'aquest déu. (Vegeu l'article Història del krixnaïsme).
La religió de Krixna es va desenvolupar gradualment en diversos Puranes (escrits possiblement des del segle iii aC), fins a arribar al Bhagavata-purana (segle X d. C.) ―que dedica milers de versos a descriure la seva vida i obres― i el poema Guita-govinda (segle XII d. C.), on es desenvolupa l'esoterisme krixnaïsta.
L'autor del Bhagavata-purana (segle XI d. C.) consigna per primera vegada una data de naixement de Krixna: la mitjanit del rójini naksatra (el vuitè dia després de la lluna nova del mes de śravana o bhadrapada).